# Комитет по лека промишленост
Комитетът по лека промишленост (КЛП) е държавна институция в България, съществувала през 1963 – 1966 година.

## История
Образуван е с разделянето на Комитета по лека и хранителна промишленост. Има ранг на министерство и задачата му е да управлява текстилната, шивашката, кожарската, обувната, стъкларската и порцелано-фаянсовата промишленост, които по това време са почти изцяло национализирани. В средата на 60-те години са създадени няколко държавни стопански обединения, подчинени на комитета – ДСО Пирин, ДСО Стъкло и фина керамика, ДСО Рила, ДСО Дунав. През 1966 година е преобразуван в Министерство на леката промишленост.

## Председатели
| правителство | име          | дати                         | партия | партия |
| ------------ | ------------ | ---------------------------- | ------ | ------ |
| Живков 1     | Дора Белчева | 25 май 1963 – 12 март 1966   | БКП    |        |
| Живков 2     | Дора Белчева | 12 март 1966 – 30 април 1966 | БКП    |        |